# Hasselnagelskivling
Hasselnagelskivling (Gymnopus vernus) är en svampart som tillhör divisionen basidiesvampar, och som först beskrevs av Karin Ryman, och fick sitt nu gällande namn av Vladimír Antonín och Machiel Evert ("Chiel") Noordeloos. Hasselnagelskivling ingår i släktet Gymnopus, och familjen Omphalotaceae. Arten är reproducerande i Sverige.